# Puigmaurans
El Puigmaurans és una muntanya de 741 metres que es troba al municipi de Gallifa, a la comarca del Vallès Occidental.